# Uwe Plonka
Uwe J. Plonka (* 25. Juni 1956 in Hagen) ist ein deutscher Basketballfunktionär.

## Leben
Plonka trieb Handball, Schwimmen und Leichtathletik, ehe er zum Basketballsport kam. Sein Heimatverein ist der SV 1970 Blau-Gelb Hagen-Haspe. In diesem Verein gehörte er ab 1979 dem Vorstand an, wurde zweiter Vorsitzender und brachte sich verschiedentlich, unter anderem als Kampfrichter, in das Vereinsleben ein. Zudem betätigte er sich sportlich in der Basketballherrenmannschaft des SV Hagen-Haspe. 2020 wurde er durch die Jahreshauptversammlung des SV Hagen-Haspe zum Ehrenmitglied ernannt.
2013 wurde Plonka als Vizepräsident für Finanzen in den Vorstand des Westdeutschen Basketball-Verbandes (WBV) gewählt, im selben Jahr wurde er Mitglied des Finanzausschusses des Deutschen Basketball-Bundes. 2015 wurde er ins Amt des WBV-Vorsitzenden gewählt. Nach eigener Aussage trat er diesen Posten an, „um dem Basketball in NRW wieder den Stellenwert zu geben, den er verdient.“ In seine Amtszeit fiel unter anderem der im Dezember 2017 vollzogene Abschluss eines Kooperationsvertrag zwischen dem Westdeutschen Basketball-Verband und der nordrhein-westfälischen Sparte der Behindertsportbewegung „Special Olympics“.
Im September 2018 wurde Plonka, der beruflich in leitender Stellung im Versicherungswesen tätig ist, mit der Goldenen Ehrennadel des Westdeutschen Basketball-Verbandes ausgezeichnet, 2019 erhielt er die Goldene Ehrennadel des Deutschen Basketball-Bundes. In Hinblick auf die Europameisterschaft 2021, bei der Köln Vorrundenspielort war, wurde Plonka Leiter des Organisationskomitees für Nordrhein-Westfalen. Im Oktober 2021 wurde er Geschäftsführer des Phoenix Hagen e.V. 2025 wurde Plonka der Ehrenring des Basketballkreises Hagen verliehen.